# Интеграл Курцвейля — Хенстока
Интеграл Курцвейля — Хенстока — обобщение интеграла Римана, позволяет полностью решить задачу о восстановлении дифференцируемой функции по её производной. Ни интеграл Римана (в том числе и несобственный), ни интеграл Лебега не дают решения этой задачи в общем случае.

## История
Первое определение интеграла, позволяющего решить задачу в общем случае, было дано Арно Данжуа в 1912 году. Он совершил попытку определить интеграл, позволивший бы интегрировать, например, производную функции {\displaystyle f(x)=x^{2}\cos \left({\frac {\pi }{x^{2}}}\right)}, доопределенной нулем в нуле. Функция {\displaystyle \displaystyle f'(x)} определена и конечна во всех точках, но не интегрируема по Лебегу в окрестности нуля. В попытке создания общей теории Данжуа использовал трансфинитную индукцию по возможным типам особенностей, которые сделали определение довольно сложным. Чуть позже Николай Лузин упростил определение Данжуа, но даже и после упрощения это определение оставалось технически очень сложным. В 1914 году Оскаром Перроном дано другое определение интеграла, также позволяющее полностью решить задачу о восстановлении функции по её производной. Через 10 лет Павел Александров и Роберт Ломан установили тождественность интегралов Данжуа и Перрона.
В 1957 году чешский математик Ярослав Курцвейль предложил новое определение интеграла, также позволявшее полностью решить задачу о восстановлении функции по её производной. Его определение являлось модификацией определения интеграла Римана. Дальнейшая теория этого интеграла была разработана Ральфом Хенстоком, после его работ конструкция известна как интеграл Курцвейля — Хенстока. Этот интеграл также тождественен интегралам Данжуа и Перрона и тем самым, в одномерном случае, покрывает интеграл Лебега.
По причине простоты определения интеграла Хенстока — Курцвейля некоторые преподаватели выступают за то, чтобы ввести его в программу начального курса математического анализа, но пока эта идея частично реализована лишь на механико-математических факультетах Московского государственного университета и Саратовского государственного университета.

## Определение
Для определения интеграла Курцвейля — Хенстока вводится несколько промежуточных понятий:
- калибровочная функция (масштаб)— произвольная функция {\displaystyle \delta \colon [a,b]\to (0,\infty )};
- отмеченное разбиение {\displaystyle P} отрезка {\displaystyle [a,b]} — конечный набор пар {\displaystyle \displaystyle (\xi _{k},[x_{k-1},x_{k}])}, где {\displaystyle a=x_{0}<x_{1}<\dots <x_{n}=b} и {\displaystyle \xi _{k}\in [x_{k-1},x_{k}]};
- отмеченное разбиение {\displaystyle P} называется {\displaystyle \delta }-тонким (согласованным с  {\displaystyle \delta }), если {\displaystyle \xi _{k}-\delta (\xi _{k})<x_{k-1}\leqslant \xi _{k}\leqslant x_{k}<\xi _{k}+\delta (\xi _{k})} при всех {\displaystyle k} от {\displaystyle 1} до {\displaystyle n};
- для отмеченного разбиения {\displaystyle P} и функции {\displaystyle f\colon [a,b]\to \mathbb {R} } интегральной суммой называется выражение:
{\displaystyle S(P,f)=\sum _{k=1}^{n}(x_{k}-x_{k-1})f(\xi _{k})}.

Функция {\displaystyle f\colon [a,b]\to \mathbb {R} } называется интегрируемой по Курцвейлю — Хенстоку на отрезке {\displaystyle [a,b]}, если существует число {\displaystyle I} (называемое интегралом Курцвейля — Хенстока от функции {\displaystyle f} на отрезке {\displaystyle [a,b]}), обладающее следующим свойством: для любого {\displaystyle \varepsilon >0} существует такая калибровочная функция {\displaystyle \delta _{\varepsilon }}, что для любого согласованного с {\displaystyle \delta _{\varepsilon }} отмеченного разбиения {\displaystyle P} имеет место неравенство {\displaystyle |S(P,f)-I|<\varepsilon }.
Существование согласованных с {\displaystyle \delta } отмеченных разбиений для данной калибровочной функции {\displaystyle \delta } следует из теоремы Кузена (англ. Cousin's theorem).
Интеграл Римана является частным случаем интеграла Курцвейля — Хенстока, в его определении допускаются только постоянные калибровочные функции.